# Renault Avantime
Renault Avantime byl odvážným kupé francouzské automobilky Renault. Vyráběl se mezi lety 2001 až 2003. Vycházel z vozu MPV Renault Espace. Automobil se stejně jako model Vel Satis nikdy nestal oblíbeným mezi zákazníky *(1). Vyrobeno bylo pouze 8 557 kusů. Vyznačoval se dvoubarevným provedením, přičemž střecha byla vždy stříbrná.
V roce 1999 byl představen jako koncept s 3.5 V6, ale do sériové výroby byl uveden až v roce 2001 po úpravě interiéru a drobných změnách v exteriéru.

## Technická data
- Motor – 2946 cm³, výkon 152 kW, točivý moment 285 Nm
- Max. rychlost – 220 km/h
- Zrychlení – 8,6 sec.

Společnost Matra s.a. vyvinula v Romorantinu také verzi se zážehovým motorem 2.0i Turbo a vznětovým 2.2 dCi. 
Téměř 360stupňový výhled a propracovaný systém topení je u sériově vyráběných vozidel dodnes ojedinělý, stejně i jízdní vlastnosti (mimo českých silnic) odpovídají názvu (fr. avant – před a angl. time – čas). Absence pevného středního dveřního sloupku a otevírání větší části střechy dodává pocit z jízdy jako u kabrioletu, targa…
(1) Ve výrobě po roce 2003 měl pokračovat Renault, ale vzhledem použitým technologiím to prakticky nebylo možné. Výbava a cena odpovídala MB třídy E nebo BMW řady 5. I to byl zřejmě důvod proč se dál Avantime nevyráběl. [zdroj?]

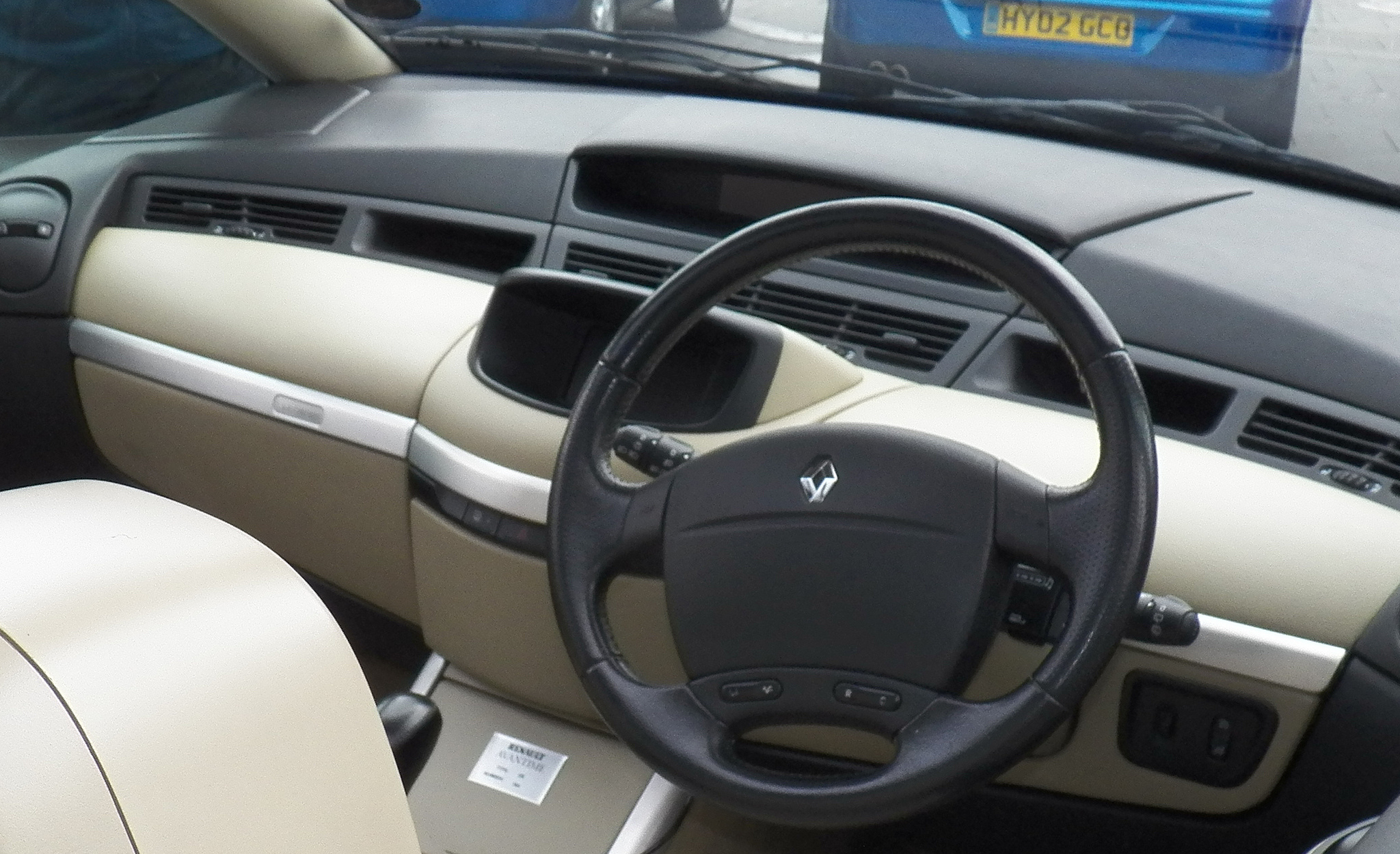
Interiér Renaultu Avantime
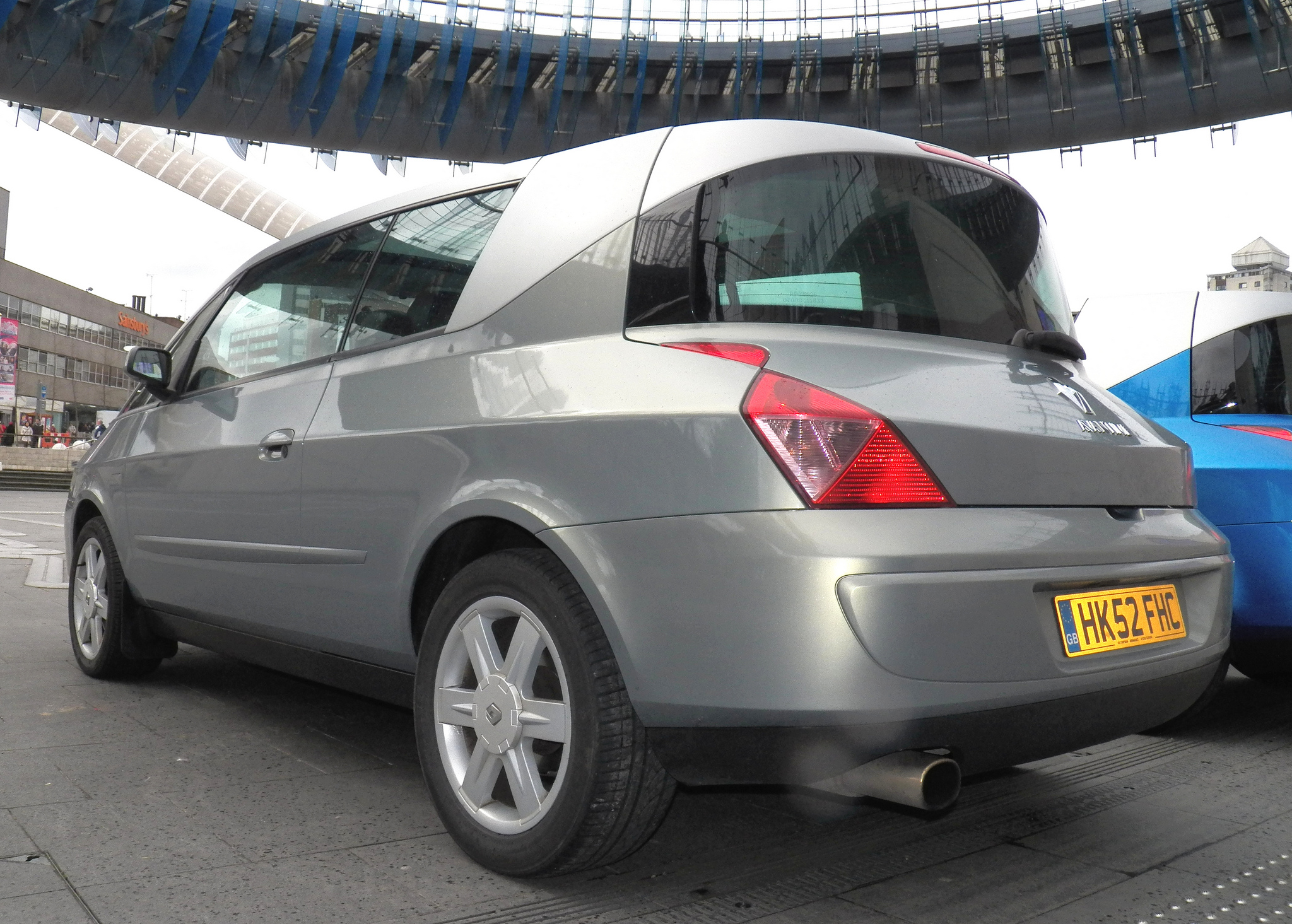
Pohled zezadu
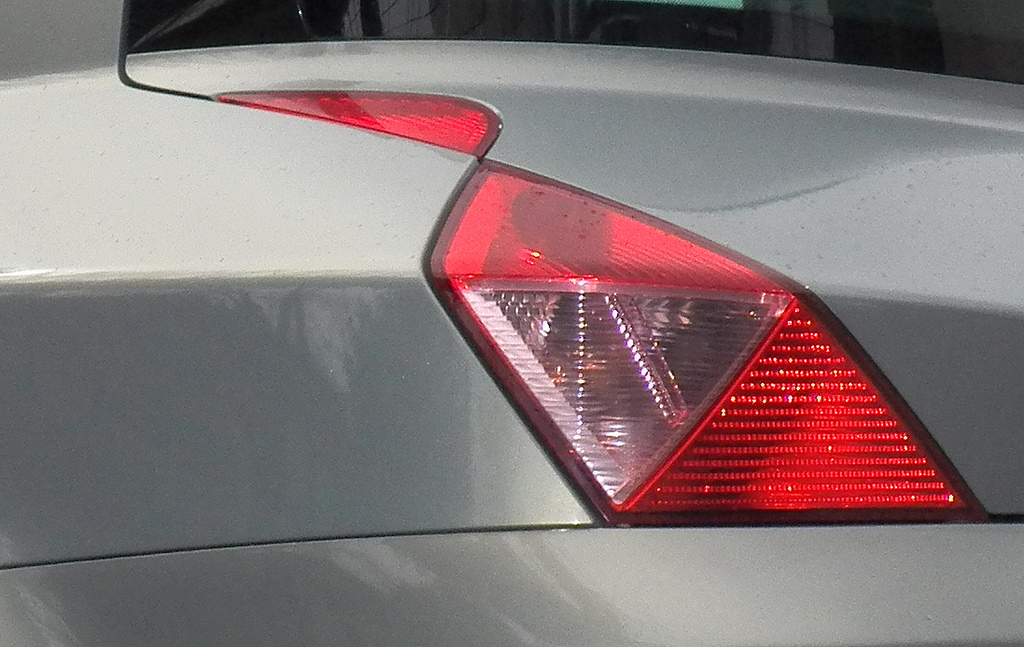
Detail zadního světlometu